# Campionato internazionale sportprototipi 1971
Il Campionato internazionale marche 1971, la cui denominazione ufficiale è International Championship for Makes, è stata la 6ª edizione del Campionato internazionale sportprototipi.
Organizzato e regolamentato dalla Federazione Internazionale dell'Automobile, tramite la Commissione Sportiva Internazionale, per le vetture gran turismo gruppo 4 senza limiti di cilindrata e le sport gruppo 5 limitate a 5.0 litri ed i prototipi gruppo 6 limitati a 3.0 litri che concorrono ugualmente per il titolo. Si aggiudica il Campionato la Porsche.
Quattro prove sono valide per il Challenge mondiale endurance.

## Regolamento
Titoli assoluti
Viene assegnato un titolo assoluto:
- Campionato internazionale marche riservato ai costruttori di vetture granturismo gruppo 3, vetture sport gruppo 5 e prototipi gruppo 6.

Altri titoli
Viene inoltre assegnato un titolo di categoria:
- Trofeo internazionale gran turismo riservato ai costruttori di vetture gran turismo gruppo 4.

Categorie
Partecipano al Campionato le seguenti categorie di vetture:
- Gruppo 4: vetture gran turismo costruite in numero minimo di 500 esemplari in un anno senza limiti di cilindrata.
- Gruppo 5: vetture sport costruite in numero minimo di 25 esemplari in un anno con cilindrata nassima di 5.0 litri.
- Gruppo 6: prototipi senza limiti minimi di esemplari costruiti con cilindrata massima di 3.0 litri.

Alle gare le vetture vengono classificate come Sport (S), Prototipi (P), Gran turismo (GT) e Turismo (T) indifferentemente dal gruppo di appartenenza. Le macchine vengono portate in gara in varie versioni, spesso molto diverse tra loro, pertanto lo stesso modello di auto può gareggiare in categorie diverse anche nella medesima gara.
Punteggio
Vengono assegnati 9 punti alla prima vettura classificata, 6 alla seconda, 4 alla terza, 3 alla quarta, 2 alla quinta e 1 alla sesta. Ottiene punti sola la prima vettura classificata di ogni costruttore ed eventuali altri punti dello stesso non vengono attribuiti a nessuno. Per la classifica finale si contano i migliori 8 piazzamenti di ogni costruttore.
Calendario
Il calendario del Campionato internazionale marche nel 1971 prevede 11 prove: 1000 km di Buenos Aires, 24 Ore di Daytona, 12 Ore di Sebring, 1000 km di Brands Hatch, 1000 km di Monza, 1000 km di Spa, Targa Florio, 1000 km del Nürburgring, 24 Ore di Le Mans, 1000 km di Zeltweg, 6 Ore di Watkins Glen. Tutte le prove, tranne quelle di Buenos Aires e Brands Hatch sono valide anche per il Trofeo internazionale gran turismo. La 12 Ore di Sebring, la Targa Florio, la 1000 km del Nürburgring e la 24 Ore di Le Mans sono valide per il Challenge mondiale endurance.

## Costruttori
Di seguito sono riportati i costruttori che hanno ottenuto punti validi per il Campionato internazionale marche oltre alle vetture ed i piloti con cui li hanno ottenuti:
Gruppo 4
 Chevrolet: Corvette (Tony DeLorenzo, Don Yenko, Robert R. Johnson, John Greenwood)
Gruppo 5
 Ferrari: 512 M, 512 S spyder(José Juncadella, Carlos Pairetti, Ronnie Bucknum, Tony Adamowicz, Mark Donohue, David Hobbs, Herbert Müller, René Herzog, Sam Posey, Pam, Mario Casoni, Alain De Cadenet, Lothar Motschenbacher)
 Lola: T70 Mk III B (Teddy Pilette, Gustave Gosselin)
 Porsche: 917 K (Jo Siffert, Derek Bell, Pedro Rodríguez, Jackie Oliver, Vic Elford, Gérard Larrousse, Helmut Marko, Gijs van Lennep, Richard Attwood)
Gruppo 6
 Alfa Romeo: T 33/3-71, T 33/3 (Rolf Stommelen, Nanni Galli, Andrea De Adamich, Henri Pescarolo, Nino Vaccarella, Toine Hezemans, Ronnie Peterson)
 Ferrari: 312 PB (Jacky Ickx, Clay Regazzoni)
 Lola: Lola T212 (Jo Bonnier, Richard Attwood)
 Porsche: 908/03 (Vic Elford, Gérard Larrousse)

## Risultati
Nella seguente tabella riassuntiva sono riportati i costruttori, le vetture e le relative classi di appartenenza, ed i piloti vincitori assoluti.
| Nº | Data         | Gara                    | Costruttore | Vettura   | Categoria | Piloti                            |
| -- | ------------ | ----------------------- | ----------- | --------- | --------- | --------------------------------- |
| 1  | 10 gennaio   | 1000 km di Buenos Aires | Porsche     | 917 K     | Gruppo 5  | Jo Siffert-Derek Bell             |
| 2  | 31 gennaio   | 24 Ore di Daytona       | Porsche     | 917 K     | Gruppo 5  | Pedro Rodríguez-Jackie Oliver     |
| 3  | 20 marzo     | 12 Ore di Sebring       | Porsche     | 917 K     | Gruppo 5  | Vic Elford-Gérard Larrousse       |
| 4  | 4 aprile     | 1000 km di Brands Hatch | Alfa Romeo  | T 33/3-71 | Gruppo 6  | Andrea De Adamich-Henri Pescarolo |
| 5  | 25 aprile    | 1000 km di Monza        | Porsche     | 917 K     | Gruppo 5  | Pedro Rodríguez-Jackie Oliver     |
| 6  | 9 maggio     | 1000 km di Spa          | Porsche     | 917 K     | Gruppo 5  | Pedro Rodríguez-Jackie Oliver     |
| 7  | 16 maggio    | Targa Florio            | Alfa Romeo  | T 33/3    | Gruppo 6  | Nino Vaccarella-Toine Hezemans    |
| 8  | 30 maggio    | 1000 km del Nürburgring | Porsche     | 908/03    | Gruppo 6  | Vic Elford-Gérard Larrousse       |
| 9  | 12-13 giugno | 24 Ore di Le Mans       | Porsche     | 917 K     | Gruppo 5  | Helmut Marko-Gijs van Lennep      |
| 10 | 27 giugno    | 1000 km di Zeltweg      | Porsche     | 917 K     | Gruppo 5  | Pedro Rodríguez-Richard Attwood   |
| 11 | 24 luglio    | 6 Ore di Watkins Glen   | Alfa Romeo  | T 33/3-71 | Gruppo 6  | Andrea De Adamich-Ronnie Peterson |

## Classifiche

### Campionato internazionale marche
Nella seguente tabella riassuntiva viene riportata la classifica completa del Campionato internazionale marche.
| Pos | Costruttori | Pr 1 | Pr 2 | Pr 3 | Pr 4 | Pr 5 | Pr 6 | Pr 7 | Pr 8 | Pr 9 | Pr 10 | Pr 11 | Totale |
| --- | ----------- | ---- | ---- | ---- | ---- | ---- | ---- | ---- | ---- | ---- | ----- | ----- | ------ |
| 1   | Porsche     | 9    | 9    | 9    | (4)  | 9    | 9    | (3)  | 9    | 9    | 9     | (6)   | 72     |
| 2   | Alfa Romeo  | 4    |      | 6    | 9    | 4    | 4    | 9    | (3)  |      | 6     | 9     | 51     |
| 3   | Ferrari     | 2    | 6    | 1    | 6    | 1    |      |      |      | 4    | 3     | 3     | 26     |
| 4   | Lola        |      |      |      |      |      | 1    | 4    |      |      |       |       | 5      |
| 5   | Chevrolet   |      | 3    |      |      |      |      |      |      |      |       | 2     | 5      |

### Trofeo internazionale gran turismo
Nella seguente tabella riassuntiva viene riportata la classifica completa del Trofeo internazionale gran turismo.
| Pos | Costruttori | Pr 2 | Pr 3 | Pr 5 | Pr 6 | Pr 7 | Pr 8 | Pr 9 | Pr 10 | Pr 11 | Totale |
| --- | ----------- | ---- | ---- | ---- | ---- | ---- | ---- | ---- | ----- | ----- | ------ |
| 1   | Porsche     | (4)  | 6    | 9    | 9    | 9    | 9    | 9    | 9     | (6)   | 60     |
| 2   | Chevrolet   | 9    | 9    |      | 1    |      |      |      |       | 9     | 28     |
| 3   | Opel        |      |      |      |      | 3    |      |      |       |       | 3      |
| 4   | Alfa Romeo  |      |      |      |      | 1    |      |      |       |       | 1      |

## Galleria d'immagini
Gruppo 5

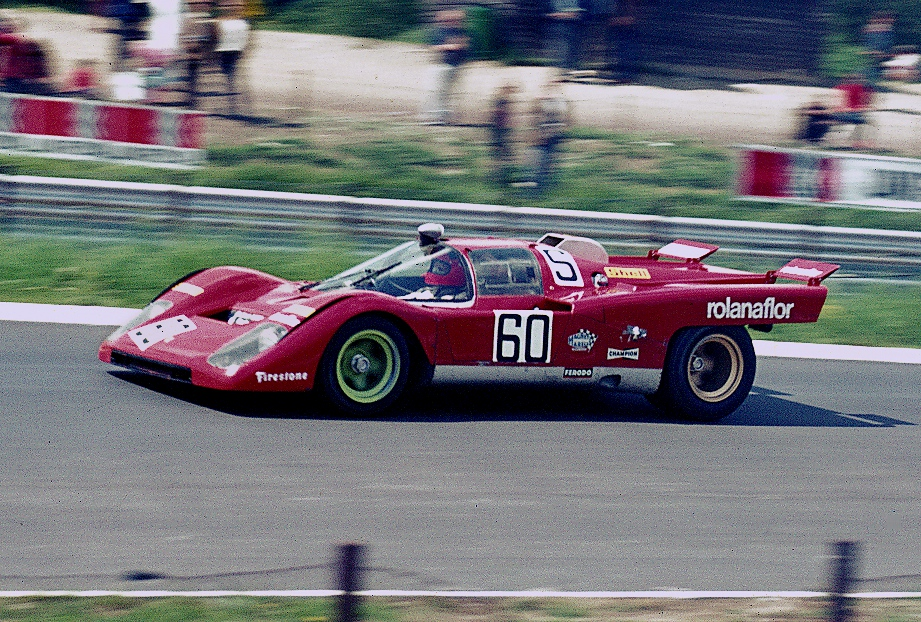
Ferrari 512 M
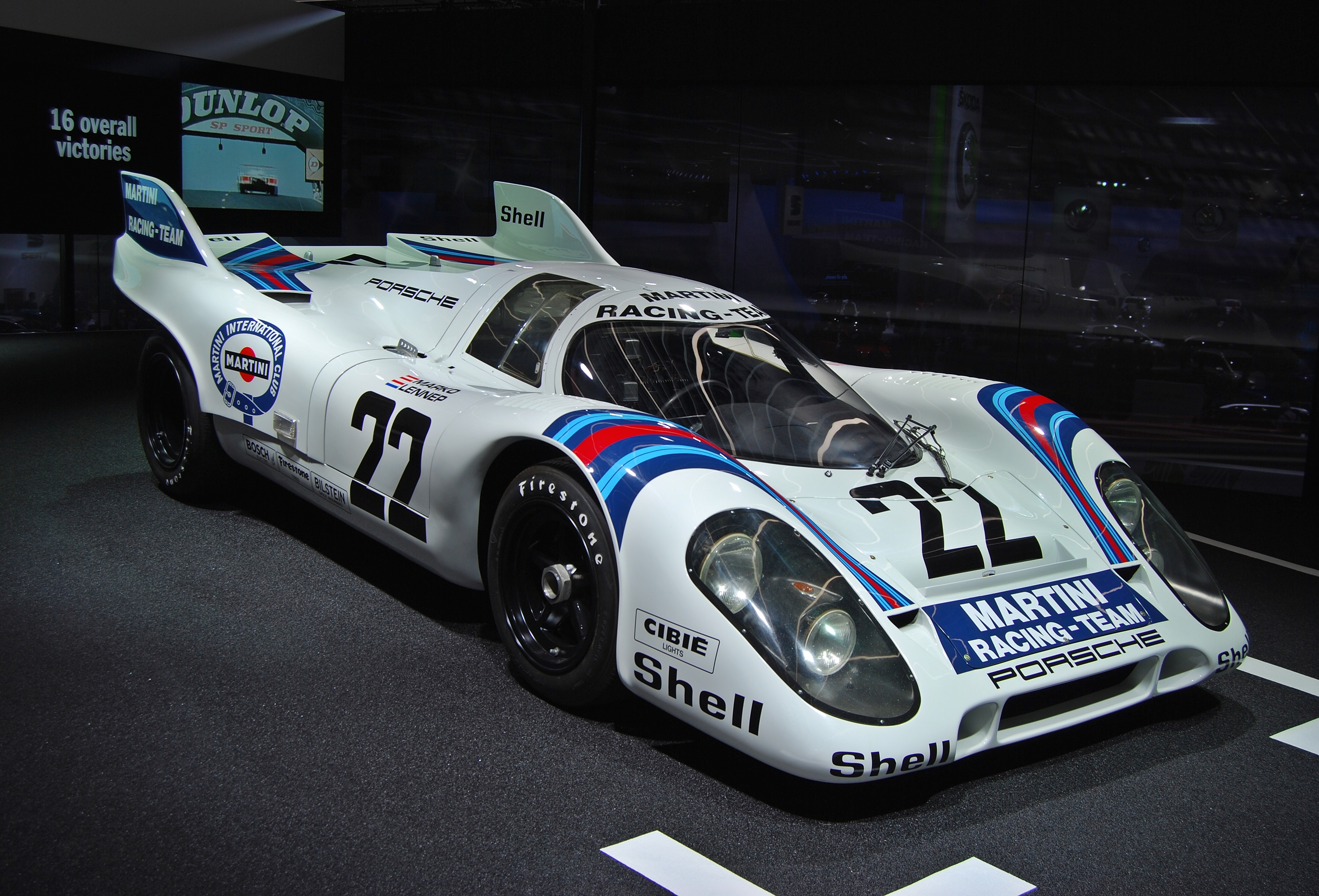
Porsche 917 K
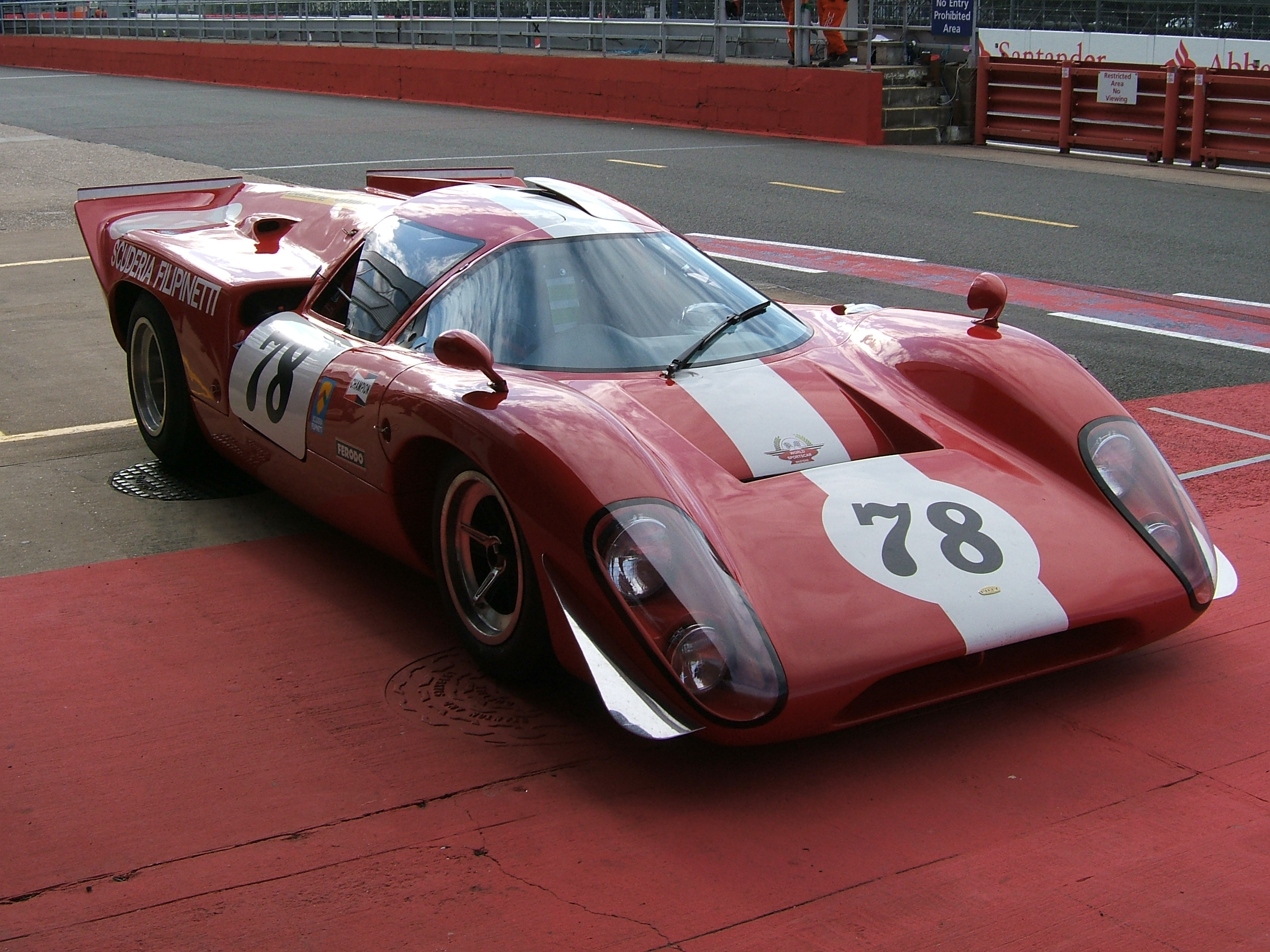
Lola T70 Mk III B

Gruppo 6

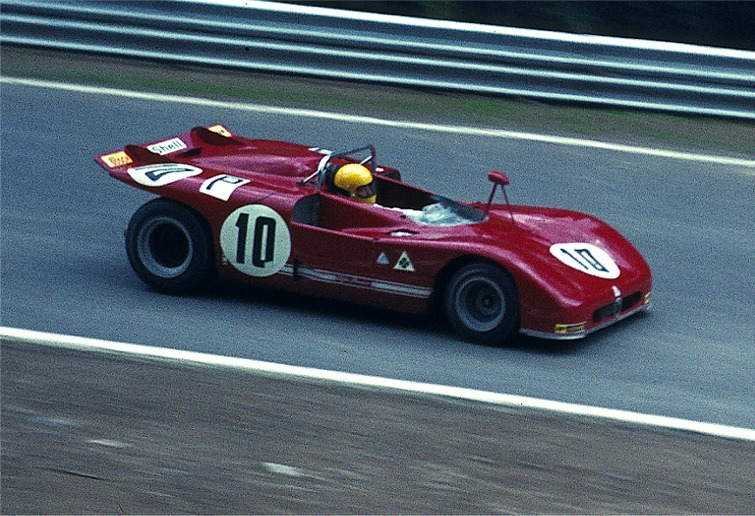
Alfa Romeo T 33/3
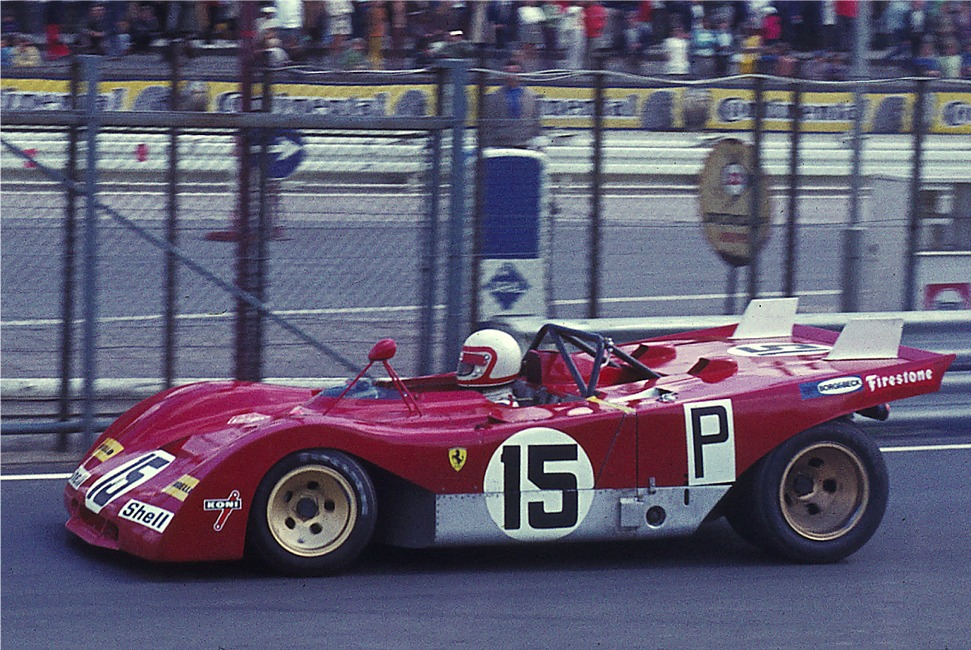
Ferrari 312 PB
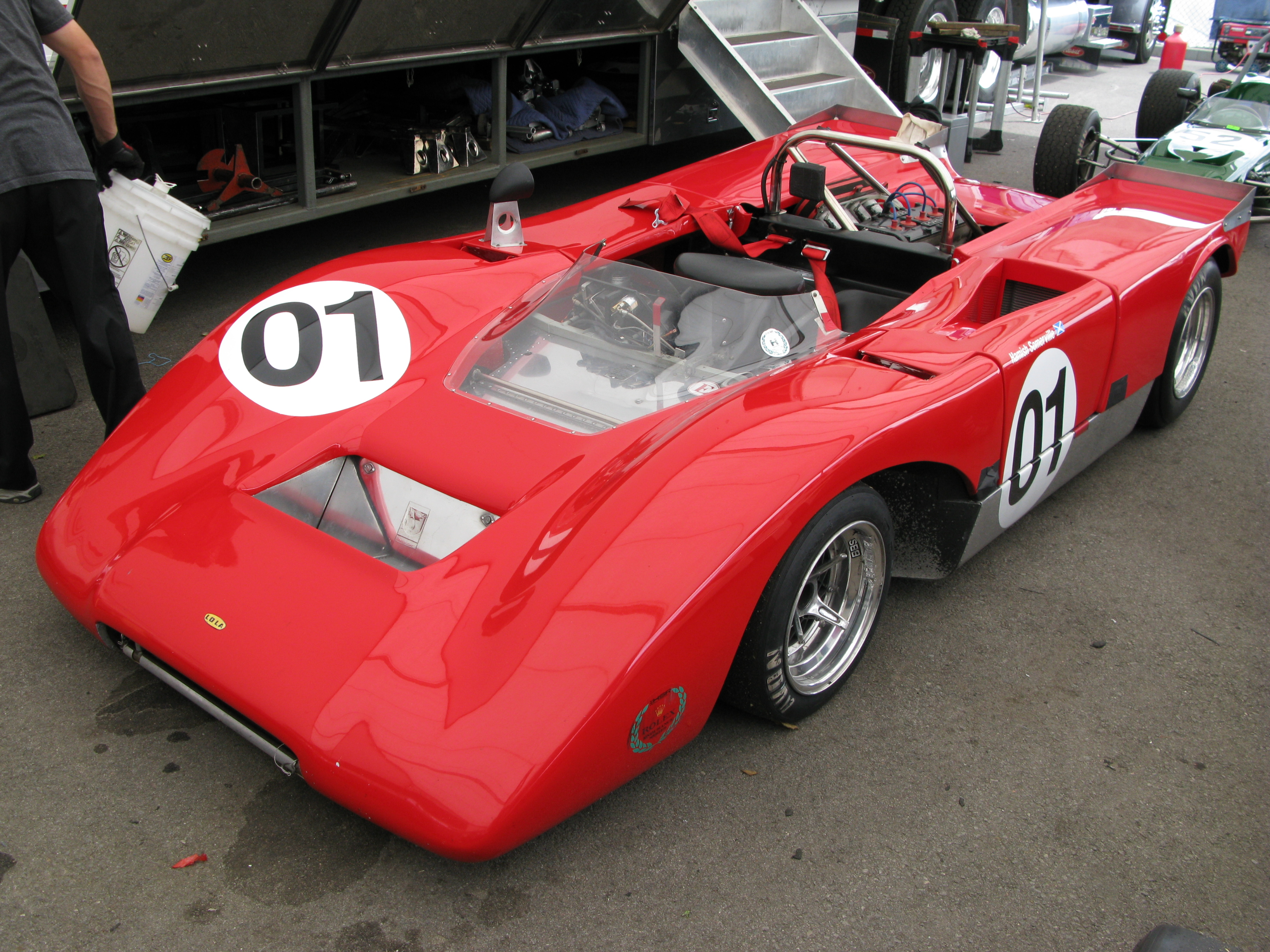
Lola T212
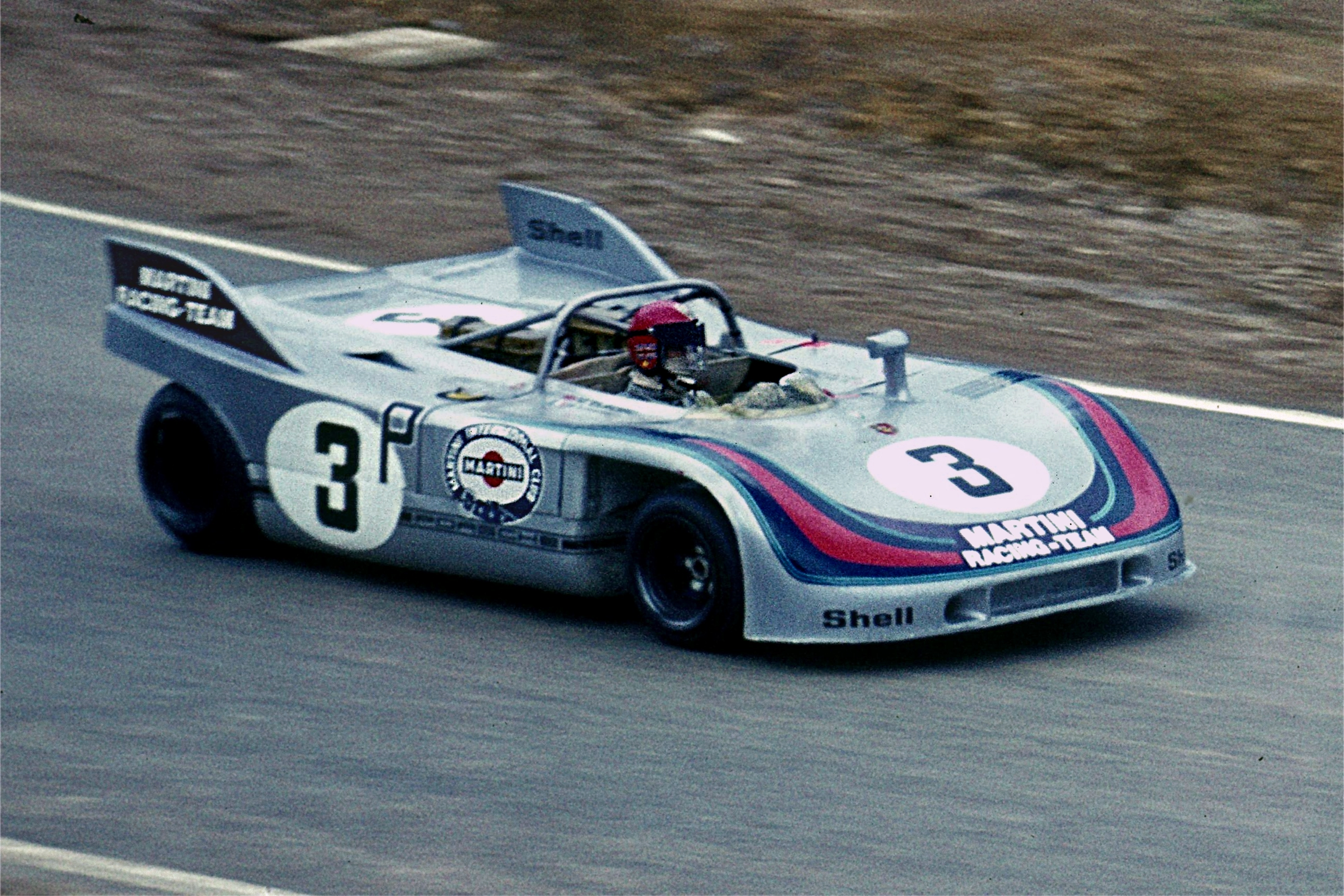
Porsche 908/3